# Schlacht von Wallerfangen
Wallerfangen – Dömitz – Haselünne – Wittstock – Rheinfelden – Breisach – Wittenweiher – Vlotho – Ochsenfeld – Chemnitz – Bautzen – Freiberg – Riebelsdorfer Berg – Dorsten – Preßnitz – La Marfée – Wolfenbüttel – Kempener Heide – Schweidnitz – Breitenfeld – Tuttlingen – Freiburg – Philippsburg – Jüterbog –  Jankau – Herbsthausen – Alerheim – Brünn – Korneuburg – Totenhöhe – Hohentübingen –  Triebl – Zusmarshausen – Wevelinghoven – Dachau –  Prag

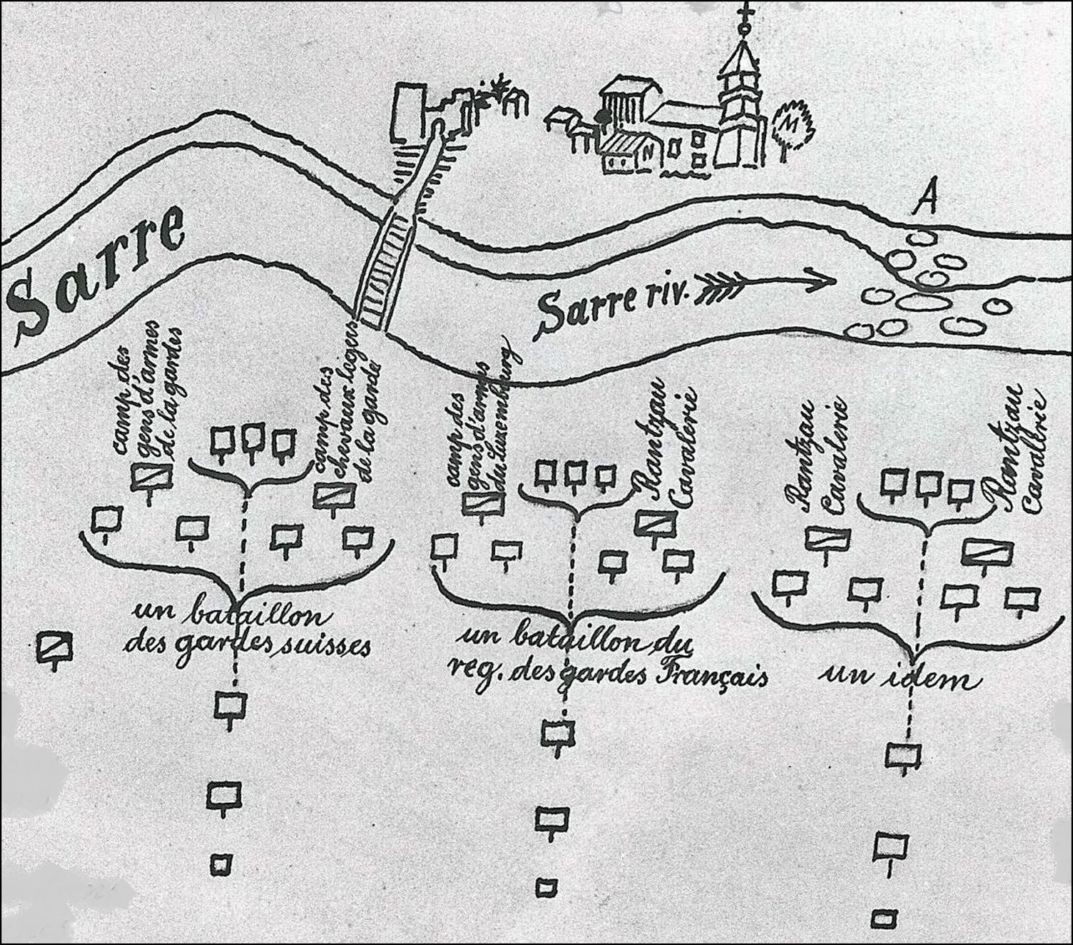
Formation der kaiserlichen Truppen bei der Überquerung der Saar bei Wallerfangen am 26. September 1635

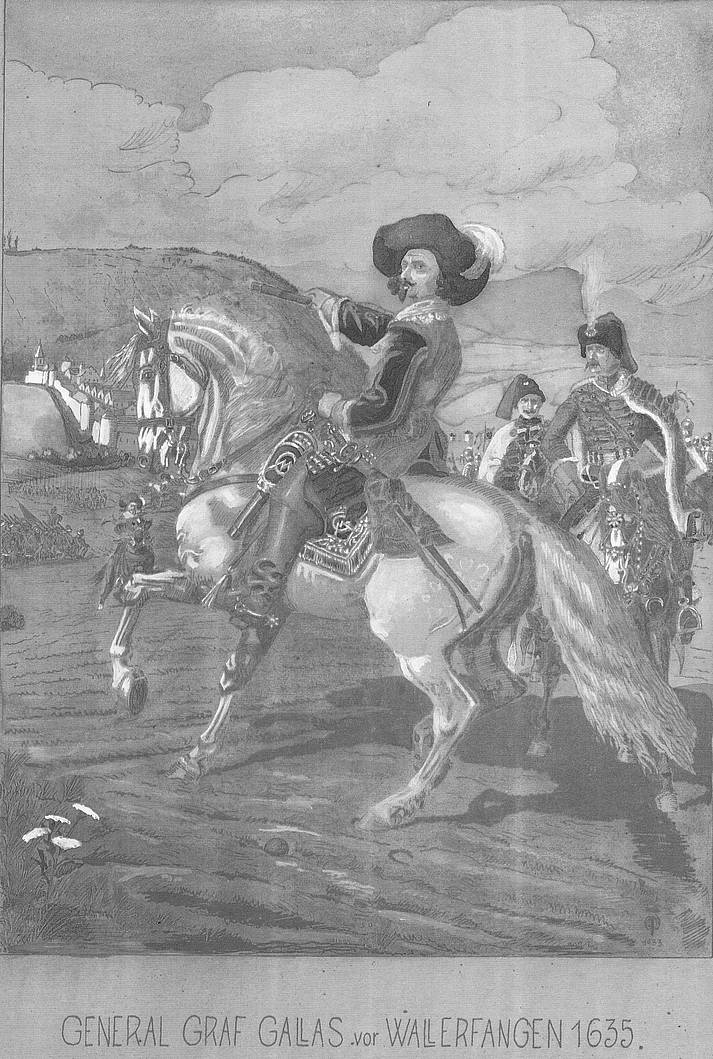
General Gallas vor Wallerfangen am 29. September 1635

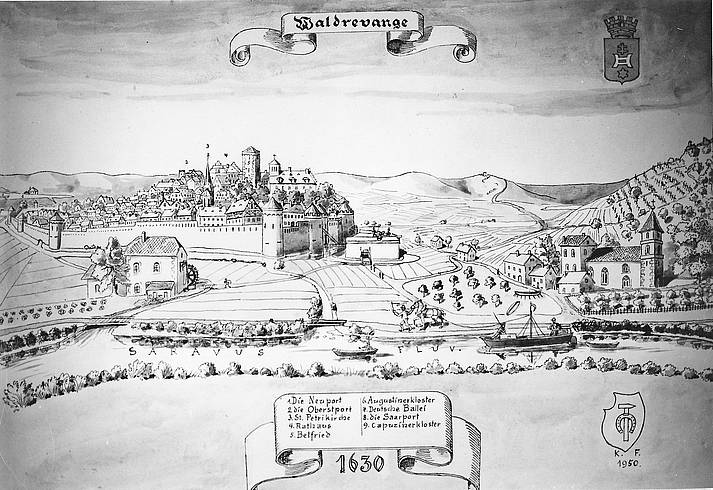
Wallerfangen um 1630 (Zeichnung von Karl Faber)

Die Schlacht von Wallerfangen am 29. September 1635 im Dreißigjährigen Krieg war ein Rückzugsgefecht zwischen zwei im Rückzug befindlichen französischen Heeren und einem die französischen Heere verfolgenden kaiserlichen Heer. Da das Hauptschlachtfeld in Lothringen lag, wurde das Gefecht auch als Schlacht von Tromborn (Tromborn und Téterchen) oder auch als Schlacht von Boulay bezeichnet. Das Gefecht endete mit einem Abwehrsieg der beiden französischen Heere, die mit Verlusten den militärischen Stützpunkt Metz erreichen konnten.

## Vorgeschichte
Unter den lothringischen Herzögen Karl III. und Heinrich II. war Walderfingen, wie Wallerfangen damals hieß, der Hauptort des deutschsprachigen Lothringens. Walderfingen war eine blühende Stadt mit Behörden, Märkten, Bruderschaften und Zünften, jedoch blieben Frieden und Wohlstand nach Beginn des Dreißigjährigen Krieges (1618–1648) nur von kurzer Dauer. In Lothringen und damit auch in Wallerfangen traf man Vorbereitungen gegen Raubzüge und Plünderungen von marodierenden Söldnern. Die Festungsstadt erhielt eine starke Garnison mit lothringischen Truppen, musste hohe Kriegssteuern zahlen und wurde zu Naturallieferungen verpflichtet. Missernten und Teuerungen belasteten die Bürger schwer. Krankheiten und Seuchen, besonders der ungarische Typhus hatten sich in den lothringischen Landen ausgebreitet.
Im Verlauf des Krieges sah sich der ab November 1625 regierende lothringische Herzog Karl IV. zwischen zwei Fronten. Er war dem Habsburger Kaiser freundlich und unterstützend verbunden und wurde deshalb schon seit Jahren vom ersten Minister des französischen Königs Ludwig XIII., dem Kardinal Richelieu mit militärischen Einquartierungen von französischen Truppen drangsaliert und bedroht. Im Jahr 1633 gab der Herzog seine offizielle Neutralität auf, trat im Januar 1634 zu Gunsten seines Bruders Nikolaus zurück und verbündete sich militärisch mit dem Kaiser gegen Frankreich. Daraufhin wurde Lothringen von französischen Truppen besetzt und Walderfingen erhielt einen französischen Gouverneur und eine französische Besatzung. Frankreich selbst erklärte erst im September 1635 dem Kaiser offiziell den Krieg, nachdem Frankreich bis dahin den Krieg der Schweden und ihrer protestantischen Verbündeten gegen den Kaiser nur finanziell unterstützt hatte.

## Entwicklung der Schlacht

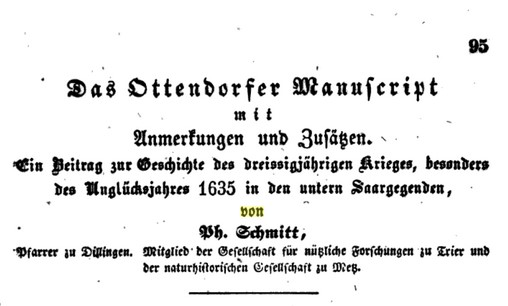
Titel Ottendorfer Manuscript von 1841

Den detailliertesten Bericht über die Entwicklung und den Verlauf der Schlacht verfasste der Pfarrer Philipp Schmitt aus Dillingen/Saar in dem Ottendorfer Manuscript von 1841.
Im September 1635 näherte sich ein Heer der kaiserlichen Armee unter Matthias Gallas der Saargegend bei Dillingen. Ein französisches Heer unter Führung von General La Valette und das französisch finanzierte Heer des Herzogs Bernhard von Sachsen-Weimar waren dem kaiserlichen Heer rechts der Saar entgegengezogen, wurden aber beim Zusammentreffen zurückgedrängt. Am 25. und 26. September befanden sich beide französischen Heere auf dem Rückzug nach Dillingen, um von dort nach dem Übergang über die Saar die befestigte und französisch besetzte Stadt Wallerfangen erreichen zu können. Beide Heere wurden verfolgt vom kaiserlichen Heer und verbrannten auf ihrem Rückzug alle Dörfer, damit sich die kaiserlichen Truppen während der Verfolgung nicht versorgen konnten. Am 26. September um 8 Uhr morgens erreichten beide französischen Heere die Hügelkette vor Wallerfangen, wo die Saar verläuft und wo die Prims in die Saar mündet. Das kaiserliche Heer war noch nicht vor Ort, so dass Herzog Bernard mit Hilfe des französischen Kommandanten von Wallerfangen de Retz in Eile eine Fassbrücke errichten konnte. Die Kavallerie, das Gepäck und ein Teil der Infanterie querten die Saar durch eine Furt an der Mündung der Prims. Der Rest der Infanterie zog über die Brücke.

## Verlauf der Schlacht
Als Gallas mit dem Gros seines Heeres erschien, hatte die Nachhut der verbündeten französischen Heere unter Kommando des Vicomte de Turenne bereits die Saar überschritten und die Brücke danach vernichtet. Dem kaiserlichen Heer gelang es aber, nördlich von Dillingen bei Rehlingen auf das jenseitige Ufer der Saar überzusetzen.  Als die kaiserliche Kavallerie zum Angriff überging, stellte der Vicomte de Turenne seine Truppen in Schlachtordnung auf. Die Gensdarmes de cheveaulegers  der Garde und die Gensdarmes von Luxemburg hatten je nur Kompaniestärke von etwa 100 Kürassieren. Nur das Regiment von Josias Rantzau war neu aufgestellt worden und bestand aus mehreren Schwadronen. Das Bataillon der Schweizer Garden wurde befehligt von Marquis de Coislin. Es bestand aus vier Kompanien mit Kompaniestärke von je 200 Mann. Die zwei Bataillone französischer Garden bestanden aus jeweils sechs Kompanien. Sie wurden von Savignac und Marschall Comte de  Guebriant geführt im weimarischen Heer. Die französischen Garden waren zunächst 1200 Mann stark. Beim Übergang über die Saar waren diese Truppenteile aber schon sehr zusammengeschmolzen.
Beide Seiten führten ein andauerndes Feuergefecht, denn weder die Nachhut der verbündeten französischen, noch die Vorhut des kaiserlichen Heeres verfügte über Artillerie. Als die französischen Reihen, die den Rückzug decken sollten, zu wanken begannen, konnten sie von  Verstärkungen des Marschalls Fabert abgesichert werden. Beide Seiten hielten ihre Stellungen, jedoch hatten die kaiserlichen Truppen höhere Verluste als die verbündeten französischen Truppen, deren Hauptheer sich geordnet von Wallerfangen Richtung Metz zurückziehen sollte. Die kaiserlichen Truppen sahen von Verfolgungen ab. Abgekämpfte Söldner der verbündeten französischen Truppen konnten bei Wallerfangen lagern, um sich zu erholen. Lebensmittel der Gegend wurde fouragiert und Dillingen war bereits geplündert worden. Inzwischen war das kaiserliche Hauptheer unter Graf Gallas Tag und Nacht marschiert und hatte wie die Vorhut ebenfalls bei Rehlingen über die Saar gesetzt. Während große Teile der französischen Heere noch bei Wallerfangen standen, drohte das kaiserliche Heer ihnen den Weg nach Metz abzuschneiden.
Am Morgen des 27. September brachen die verbündeten französischen Truppen von Wallerfangen mit Ziel Metz auf, angeführt von  Herzog Bernhard von Sachsen-Weimar. Nachmittags passierten die Truppen einen Wald auf den Höhen von Tromborn. Die Hauptarmee hatte dort bereits die Brücke über einen Sumpf passiert. Nur die Nachhut unter Kommando des Kapitäns der Garde von Guebriant stand noch auf der anderen Seite. Plötzlich brach die kaiserliche Vorhut, die 9000 Mann stark war und aus 14 Regimentern bestand, unter Hauptmann von Götz aus dem Wald hervor, wo sich die Truppen verborgen hatten und griff die französische Nachhut an. Diese hielt der Attacke stand und ermöglichte es dem Hauptheer, sich in Schlachtordnung aufzustellen. Als der kaiserliche General Gallas bemerkte, dass das französische Heer nun die Möglichkeit hatte,  über die Brücke von Teterchen seinem Heer in die Flanke zu fallen, ordnete er den Rückzug an. Zurück blieb ein Regiment mit 500 Kroaten, neun Standarten und viele Pferde. Verloren wurden mehrere zuvor gemachte Kriegsgefangene, die alle schwer verwundet waren, unter ihnen der Hauptmann von Götz. Auf französischer Seite gingen in dem Gefecht 200 Mann verloren.
Dieses für die Franzosen erfolgreiche Gefecht bezeichnet die eigentliche Schlacht von Wallerfangen (oder von Teterchen oder von Boulay). Die französischen Einheiten die den Angriff abwehrten, waren zwei Regimenter Grammont chevaulegers des Kardinales und die Kompanien des Vicomte de Mombas. Diese standen auf dem linken Flügel. Weitere beteiligte Einheiten waren die Kompanie des Grafen von Saint Agnau, die Kompagnie des Grafen von Palaisau der an seinen Wunden starb, die Kompanie des Vicomte von Estrange. 400 Musketiere bildeten die Nachhut.

## Folgende Kriegsereignisse in Lothringen
Die französischen Offiziere erwarteten, auf dem Weg nach Metz das kaiserliche Heer  erneut bei Boulay anzutreffen. Obwohl sehr geschwächt marschierte das Korps von Kardinal Richelieu in Formation dorthin, jedoch erschienen die kaiserlichen Truppen dort nicht, so dass die Truppen fünf bis sechs Stunden in Boulay rasten konnten.
Am nächsten Morgen des 30. Septembers zog die Truppen von Boulay aus in zwei Abteilungen nach Magny an die Seille und hatten in 14 Tagen den Rückzug vollendet, ohne von den geschlagenen kaiserlichen Truppen verfolgt zu werden.
Richelieus Pläne für das Jahr 1635 waren gescheitert, seine Offensiven an allen Fronten zunichtegemacht. Die vereinigten Heere Bernhards und La Valettes verblieben nun in Lothringen. Ein weiterer Vormarsch des Gallas'schen Heeres wurde zum Glück für Frankreich durch die Erfolge der Schweden im Norden vereitelt.
Später drangen kleine Einheiten kroatische leichte Truppen bis Metz vor. Im Oktober verbrannten diese St. Barbara . Gallas beschloss die Festungen Lothringens zu erobern. Wallerfangen wurde wieder belagert. Die Verteidiger unter Kommandant De Retz hielten die Festung und wehrten fünf Sturmangriffe mit großem Verlust ab. Beim sechsten Angriff ergab sich die Besatzung. Gallas ließ die Stadt plündern.
Walderfingen, das auch in der Folgezeit noch viel zu leiden hatte, konnte sich nie mehr ganz von diesem Schlag erholen. 50 Jahre später wurde es auf Befehl des französischen Königs Ludwig XIV. dem Erdboden gleichgemacht (démolition). Der größte Teil seiner Bewohner besiedelte daraufhin die neue, von Vauban erbaute Wasserfestung Saarlouis.
Von Wallerfangen zog Gallas nach Saarbrücken, übergab es auch dem Plündern. Dann zogen die Kaiserlichen nach Saint-Avold. Dann bezogen die Kaiserlichen ein Lager bei Saargemünd zwischen der Saar und Blies. Bei ihm waren 15.000 Mann Infanterie, 8000 Reiter und 6000 Kroaten. Heerführer Gallas wollte sich dort mit Karl IV. von Lothringen vereinen.
Im Oktober 1635 hatte Gallas mit seinen Kroaten und Polen sein Lager bei Mezieres und Dieuze aufgeschlagen. Herzog Bernard hatte unterdessen Verstärkung erhalten, näherte sich den Österreichern, unterbrach deren Versorgungslinien und zog am 4. und 5. November an ihnen vorbei. Gallas geriet in große Not, wollte eine Hauptschlacht liefern, aber Bernard ließ sich nicht darauf ein, doch es gab beständig kleine Scharmützel. Im November erhielt Karl von Lothringen Verstärkungen kaiserlicher und bayerischer Truppen. Er rückte in Lothringen ein und erkämpfte dort mehrere Siege in kleineren Gefechten. Er eroberte Epinal, Remiremont, Boulay, Charmes und andere kleine Städte und ließ über 400 Dörfer in Brandstecken. Er vereinigte sich mit der Kaiserlichen-Gallasischen Armee und schlug ein festes Lager bei Remberville auf. Von hier aus drang er in die Gegend von Metz vor, errichtete zwischen Metz und Sainte Barbe Schanzen. Nach dem Martinstag schlugen seine Truppen bei Boulay ihr Lager auf. Von dort zogen 14 Regimenter zur Mosel.
Auf der anderen Seite der Mosel lagen die Truppen des Generals La Force bei Saint Niklas, bei Pont-à-Mousson standen die Truppen des Kardinals La Vallette und die vom Herzog Bernard befanden sich bei Nancy. Graf Gallas hielt sich mit seinen Truppen im Elsass auf, im Raum Zabern und Colmar. So war also die Saargegend und die Umgebung von Metz noch in den drei letzten Monaten des Jahres 1635 beständigen Raubzügen der verschiedenen Heere ausgesetzt.